# Kiviora
Kiviora – wieś w Estonii, w prowincji Võru, w gminie Misso.